# سیاست رفتن تا لبه پرتگاه

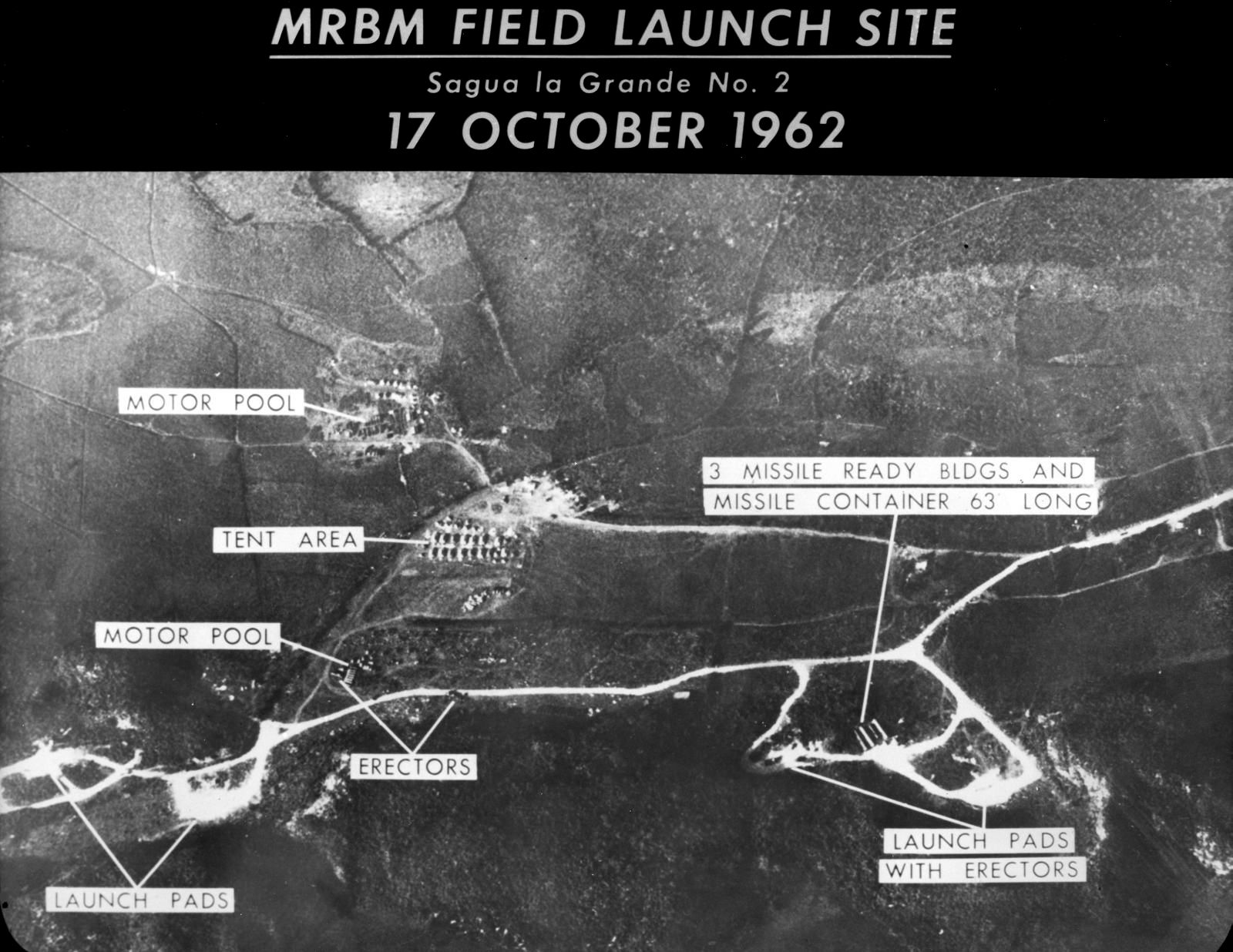
بحران موشکی کوبا نمونه‌ای از استراتژی لبه پرتگاه

لبه پرتگاه (انگلیسی: Brinkmanship) استراتژی سوق دادن بحران به لبه پرتگاه جنگ است تا از این رهگذر حریف را به عقب‌نشینی از مواضعش وادارد. توفیق در این استراتژی منوط بر آن است که کشوری که به آن تمسک می‌جوید، بی‌آنکه درگیر جنگ شود، به اهدافش دست یابد.
بحران موشکی کوبا از مصادیق بارز اجرای این سیاست است.